# Gentofte Sø
Gentofte Sø er en sø i Gentofte Kommune med et areal på 36,73 hektar. Den indgår i et større naturområde sammen med Brobæk Mose (også kaldet Insulinmosen som følge af sit naboskab til Nordisk Gentofte, nu en del af Novo Nordisk). Gentofte Sø og Brobæk Mose er udpeget som habitatområde.
Søen angives at være en af de vigtigste botaniske lokaliteter i det tidligere Københavns Amt med en rig artsvariation. Den dannede oprindeligt grundlag for erhvervsfiskeri, og der ses tæt på søbredden stadig eksempler på de gamle fiskerhuse.
Indtil 1959 blev søen anvendt til vandindvinding og anses i dag af Miljøministeriet for en af de reneste i Region Hovedstaden.
Søen var oprindeligt en del større, men i forbindelse med udvidelse af Lyngbyvejen i 1970'erne blev søens areal indskrænket. Den har i dag en omkreds på omtrent 2,6 kilometer.